# مقاطعة مينرال (فرجينيا الغربية)
مقاطعة مينرال هي مقاطعة في فيرجينيا الغربية، بلغ عدد سكانها 28٬212  نسمة، في 2010، عاصمتها كيسير، تبلغ مساحتها 852 كيلومتر مربع.

## الموقع
تشترك في الحدود مع:
- مقاطعة ألغني، ميريلاند
- مقاطعة غاريت، ميريلاند.